# Johanna Göring
Johanna Göring (* 6. April 2005) ist eine deutsche Leichtathletin, die sich auf den Hochsprung spezialisiert hat.

## Karriere
Bei den U20-Europameisterschaften 2021 in Tallinn belegte sie mit 1,86 m den vierten Platz. Sie wurde vom DLV in diesem Jahr als „Talent des Jahres“ im Hochsprung ausgezeichnet.
Mit 1,88 m belegte sie bei den U18-Europameisterschaften 2022 in Jerusalem den zweiten Platz.
Bei den U20-Europameisterschaften 2023 in Jerusalem belegte sie mit 1,80 m den achten Platz. Im selben Jahr wurde sie auch Deutsche Hallenvizemeisterin in Dortmund.
Sie wurde neben Christina Honsel für die Weltmeisterschaften 2023 in Budapest nominiert, wo sie in der Qualifikation ausschied und mit einem Sprung über 1,85 m den 23. Platz belegte.